# Tuber rufum
Tuber rufum (Ciro Pollini, 1816) din încrengătura Ascomycota în familia Tuberaceae și de genul Tuber, denumită în popor trufă roșie, este o ciupercă comestibilă de valoare scăzută care coabitează cu rădăcinile de arbori, formând micorize. Acest soi foarte comun se dezvoltă în România, Basarabia și Bucovina de Nord în păduri de foioase precum în parcuri și grădini preponderent sub stratul de frunze de fagi și diferite specii de stejar precum pe lângă aluni, fiind numai rar îngropat. Apare de la câmpie la munte peste tot anul, mai ales din aprilie până în noiembrie.

## Taxonomie
Specia a fost descrisă pentru prima dată sub denumirea Tuber rufum subsp. rufum  de botanistul și micologul italian Vittorio Picco (1750-1823) în cartea sa Melethemata inauguralia din 1788, fiind apoi nou determinată corect sub denumirea actuală (2019) de medicul și naturalistul italian Ciro Pollini (1782-1833) în volumul 9 al jurnalului științific Giornale di Fisica Chimica Storia Naturale Medicina ed Arti din 1816. Toate celelalte încercări de redenumire nu au fost folosite niciodată și sunt astfel neglijabile.

## Descriere

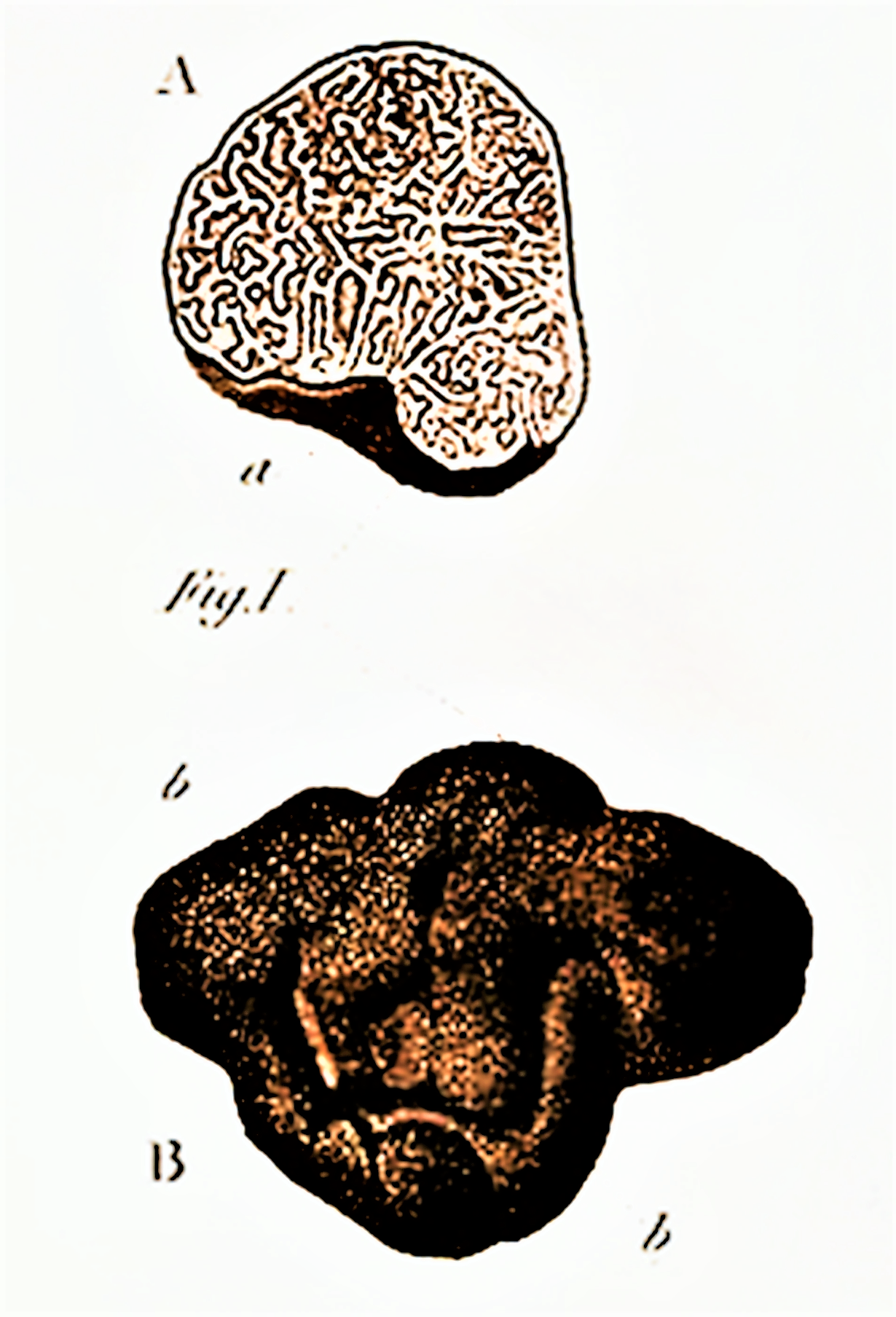
Vittad.: Tuber rufum

- Corpul fructifer: se dezvoltă foarte aproape de suprafața pământului, preponderent direct sub stratul de frunze, și are un diametru de 1-5 cm, având un aspect sferic nu rar neregulat, chiar câteodată și diformat. Peridia (înveliș al corpului de fructificație la unele ciuperci[9] care nu poate fi decojită, este netedă și ușor cleioasă. După ce există mai multe forme ale speciei, coloritul variază, el poate fi gălbui-roșiatic, ruginiu, brun-roșiatic sau negricios-roșu. Gleba care devine în avansarea la vârstă din ce în ce mai lemnoasă este tânără albicioasă și nemarmorată, apoi ocru-gălbuie și în sfârșit maronie, fiind străbătută de numeroase vine ramificate de culoare albicioasă până slab gălbuie.
- Piciorul:  nu are picior.
- Carnea : este numai în stadiu tânăr moale, devenind repede uscată și lemnoasă ca lemnul de plută. Mirosul amintește în tinerețe ceva de șuncă afumată, dar cu vârstă devine grețos acru. Gustul este, atât timp cât ciuperca este comestibilă, dulceag. La maturitate este adesea năpădită de viermi.
- Caracteristici microscopice: are spori slab elipsoidali până rotunjori, hialini (translucizi), verucoși, reticulați, cu țepi lungi (până la 4 µm), având o mărime de 18 (24)-38 (45) x 15 (18)-26 (29) microni (fără țepi). Pulberea lor este galben-roșiatică. Ascele care poartă 1-4, mai rar și 5 spori, sunt elipsoidale, aproape în formă de băț, îngroșate spre bază, măsoară 270-320 x 35-50  microni. Mărimea sporilor depinde de numărul lor conținut într-o ască.
- Reacții chimice: nu sunt cunoscute.[5][1][6]

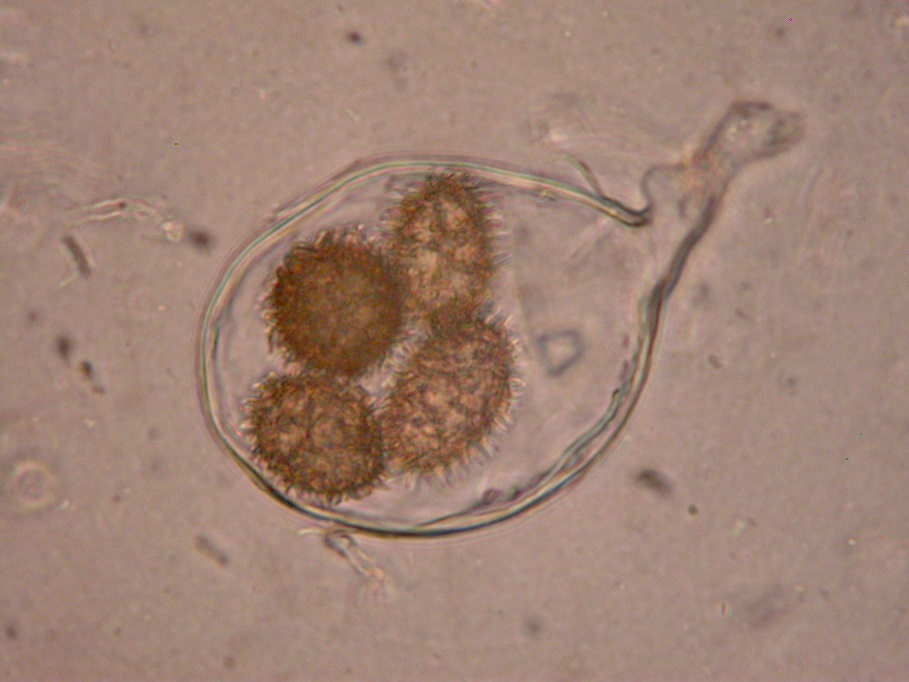
T. rufum, spori
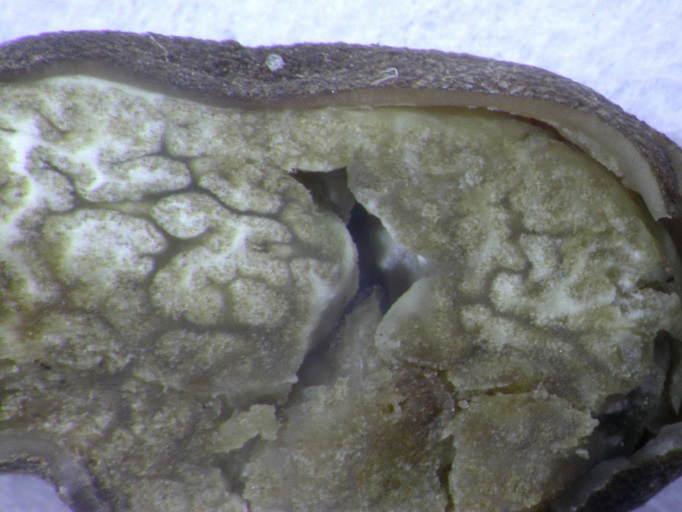
T. rufum tăiat, din apropiere

## Confuzii
Această trufă, deși destul de mică, poate fi confundată cu alte soiuri comestibile mai mari ale acestui gen cum sunt:  Choiromyces meandriformis sin. Tuber album (mici), Tuber borchii, Tuber excavatum, specia până în moment numai americană Tuber gibbosum, Tuber magnatum, Tuber oligospermum  sin. Terfezia oligosperma sau Tuber puberulum precum cu necomestibilele Elaphomyces granulatus, sau Rhizopogon obtextus.

## Specii asemănătoare în imagini

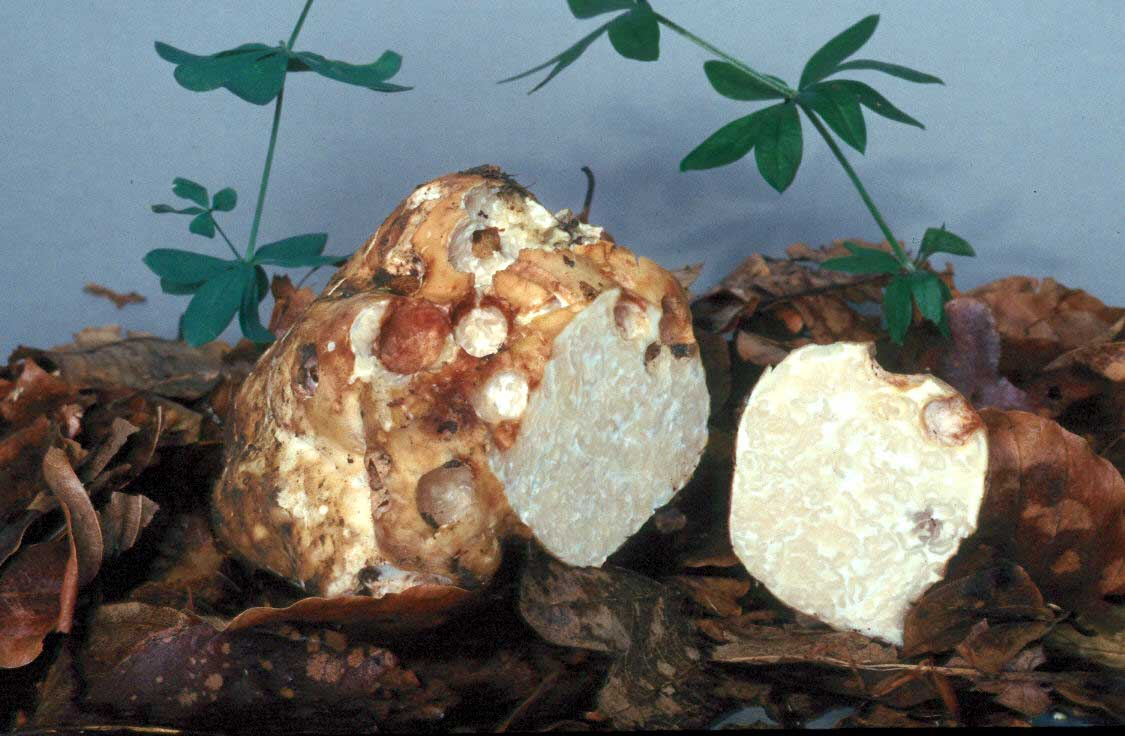
Choiromyces maeandriformis sin. Tuber album
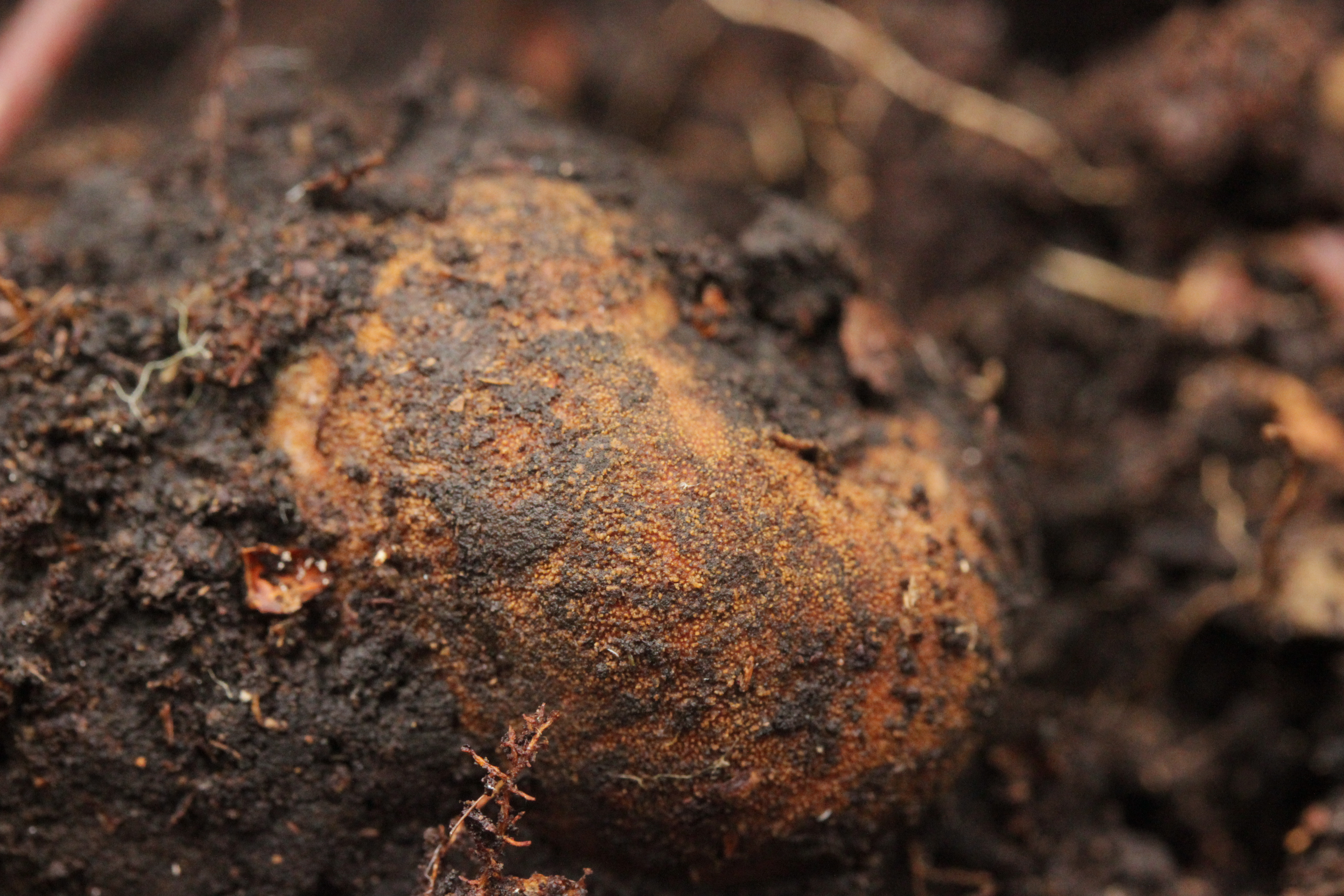
!Elaphomyces granulatus!
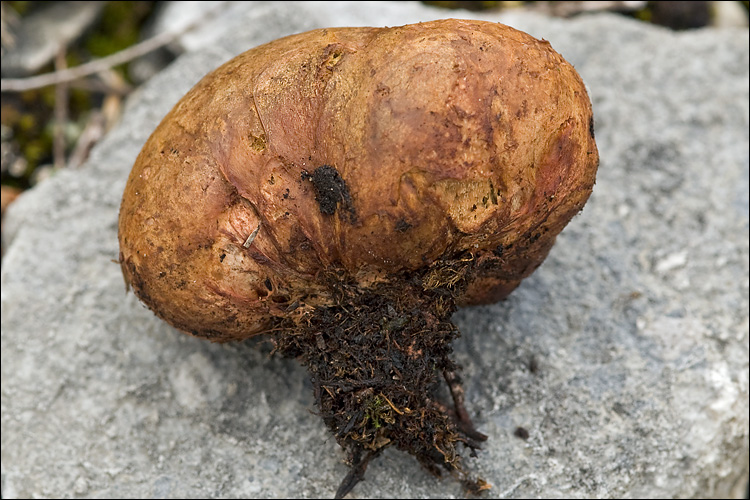
!Rhizopogon obtextus!
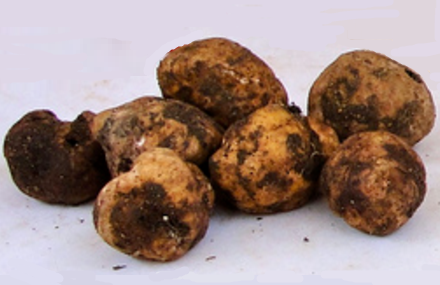
Tuber borchii
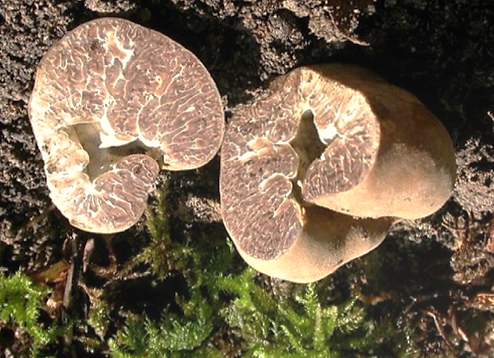
Tuber excavatum
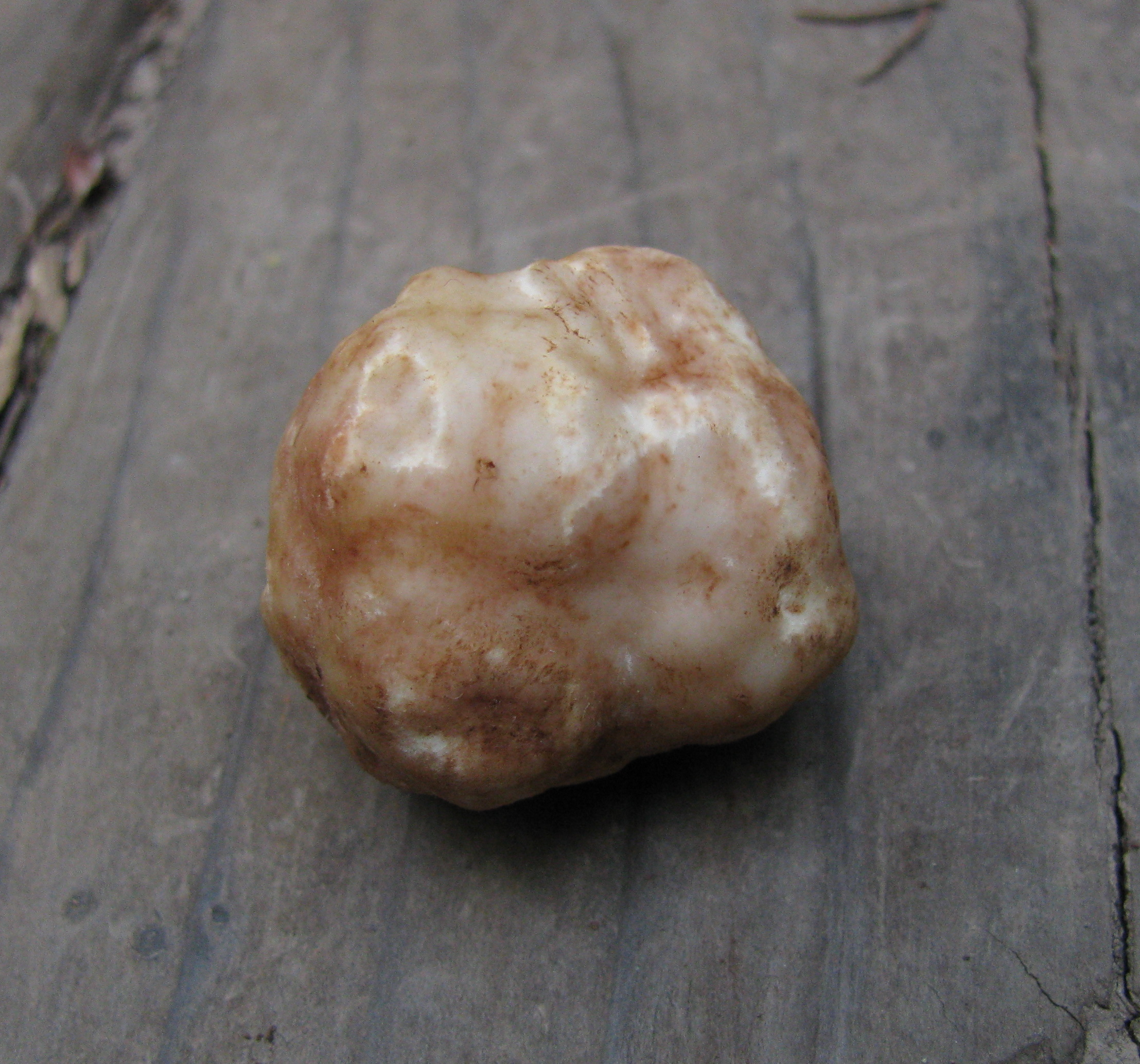
Tuber gibbosum
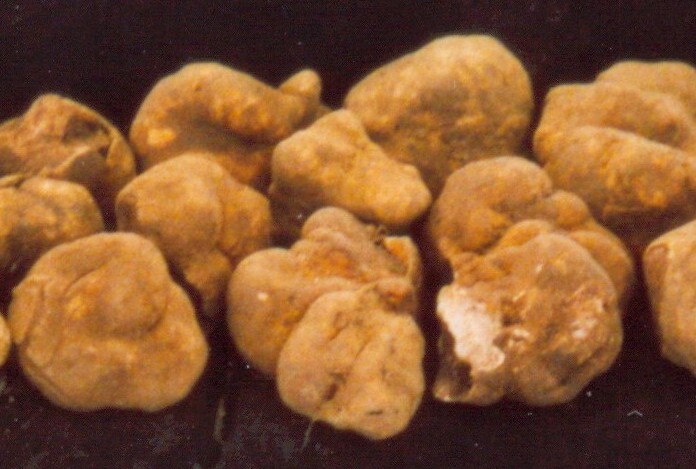
Tuber magnatum
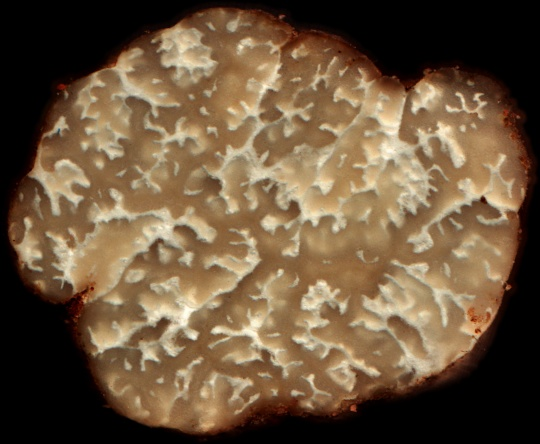
Tuber oligospermum sin. Terfezia oligosperma

## Valorificare
Deși adesea considerat necomestibil (dar nu otrăvitor) datorită mirosului fistichiu și a consistenței ceva tenace a cărnii, buretele poate fi mâncat în stadiu tânăr, fiind însă de valoare scăzută.